# قسم بابويي الريفي (مقاطعة باشت)
قسم بابويي الريفي (بالفارسية: دهستان بابویی) هي منطقة ريفية تقع في إيران في كهكيلويه وبوير أحمد. يقدر عدد سكانها بـ 9,606 نسمة .